# Anas marecula
Anas marecula е изчезнал вид птица от семейство Патицови (Anatidae). Обитавал е Френските южноантарктически територии.

## Разпространение
Видът е разпространен във Френски южни и антарктически територии.